# Бегун золотистый
Бегун золотистый (лат. Harpalus affinis) — вид жуков из семейства жужелиц.
Длина 9—12 мм. Характерный отличительный признак: 2—3 наружных промежутка надкрылий густо пунктированы и покрыты короткими волосками. Окраска разнообразная: обычно яркая с металлическим отливом зелёная, бронзовая или медная, в редких случаях может быть синяя или чёрная. Низ тела тёмно-зелёного или буро-чёрного цвета. Усики и ноги жёлтые или жёлто-рыжие, иногда бёдра могут быть смоляно-чёрными.
Распространён по всей Палеарктике, кроме горных районов. Более обычен в средней полосе. Жуки встречаются с июня по август. Питаются в основном растительной пищей. Почти везде обычен.